# Língua quiché
A língua quiché (K'iche') faz parte da família das línguas maias. É falada por muitos dos integrantes do povo quiché nas terras altas do centro da Guatemala. Com aproximadamente 1 milhão de falantes (cerca de 7% da população da Guatemala), é a segunda língua mais falada naquele país, a seguir ao espanhol. A maioria dos falantes de quiché têm também pelo menos um conhecimento básico do espanhol, excepto em algumas aldeias isoladas.
Existe uma grande variação dialectal, e os dialectos principais são por vezes considerados línguas separadas. A maioria dos falantes usa o quiché central que é o mais utilizado nos meios de comunicação e na educação. Outros dialectos incluem o quiché centro-ocidental, o quiché de San Andrés, o quiché de Joyabaj, o quiché oriental, o quiché de Nahualá e o quiché de Cunén. Apesar de não ter estatuto oficial reconhecido na Guatemala e de poucos a utilizarem como primeira língua, a língua quiché é cada vez mais ensinada nas escolas e usada na rádio.
A mais famosa obra escrita em quiché clássico é o Popol Vuh.

## Dialetos
Kaufman (1970) divide o complexo de variantes do  K'iche' em cinco dialetos, aqui sendo indicadas as municipalidades onde são falados (conf.  Par Sapón 2000:17).
| Leste - Joyabaj - Zacualpa - Cubulco - Rabinal - San Miguel Chicaj Oeste - Nahualá - Santa Clara La Laguna - Santa Lucía Utatlán - Aldea Argueta, Sololá - Cantel - Zunil - San José Chiquilajá, Quetzaltenango - Totonicapán - Momostenango | Central - Santa María Chiquimula - San Antonio Ilotenango - Santa Cruz del Quiché - Chichicastenango Norte - Cunén Sul - Samayac |

O dialeto Nahualá do K'iche' apresenta mais diferenças em relação aos demais. Esse dialeto  mantém as distinções entre vogais longas e curtas – “aa, ee, ii, oo, uu” vs.” a, e, i, o, u” que existia na língua proto-maia. É uma característica conservadora que levou linguistas guatemaltecos e estrangeiros a propor que se chamasse a língua de "K'ichee'" em lugar de K'iche'  ou Quiché.
O dialecto de Nahualá apresenta algumas diferenças relativamente aos restantes dialectos quichés:
o dialecto local de Nahualá mantém uma antiga distinção protomaia entre cinco vogais longas (aa, ee, ii, oo, uu) e cinco vogais curtas (a, e, i, o , u).
AO contrário dos dialectos quichés mais importantes, o dialecto de Nahualá possui um fonema /h/ e um fonema /N/, os quais ocorrem apenas no fim de palavras, quase exclusivamente após vogais curtas. Os linguistas estabeleceram com firmeza que o /h/ é um reflexo do */h/ proto-maia. No entanto, a origem do fonema /N/, que ocorre apenas em algumas poucas palavras, não foi ainda exaustivamente investigada pelos linguistas.

### Estrutura silábica
Partículas complexas dentro das palavras são bastante comuns em K'iche', em parte devido ao processo ativo da penúltima sílaba em síncope, Sílabas finais complexas são mais raras, exceto quando o primeiro componente da última sílaba complexa for uma oclusiva glotal fonêmica, escrita como um apóstrofo. As consoantes  /m, n, l, r/ pode ser silábicas.

## Ortografia
A língua usa o alfabeto latino ensinado por missionários com as cinco vogais tradicionais, mais as consoante sem D, F, G, V nem o Z isolado; apresenta ainda as formas b’, ch’, k’, q’, t, tz’ + tz
Historicamente, houve diversas ortografias que foram usadas para transliterar as línguas K'iche'. A ortografia mais clássica, aquela do padre  Ximénez que foi usada para transcrever o Popol Vuh se baseia na ortografia do espanhol. Foi substituída por uma nova ortografia criou uma própria transliteração bastante diferente dessas duas ortografias citadas, qual, porém, não foi aqui apresentada.
| A primeira linha do poema “Popol Wuj” em ortografias diferentes |                                                                   |
| Ortografia clássica de Ximénez                                  | Are v xe oher tzíh varal Quíche ubí.                              |
| Ortografia ALMG                                                 | Are’ uxe’ ojer tzij waral K’iche’ ub’i’.                          |
| (Tradução Espanhol conf. Ximénez)                               | Este es el principio de las Antiguas historias aquí en el Quiché. |
| (Trad. Português conf. Tedlock)                                 | "Assim se inicia a antiga palavra, aqui é local chamado Quiché."  |

## Fonologia

### Vogais
| [a] | Vogal aberta anterior não arredondada      | a |
| [ə] | Vogal central média                        | ä |
| [ɛ] | Vogal anterior semifechada não-arredondada | e |
| [i] | Vogal anterior fechada não-arredondada     | i |
| [o] | Vogal posterior semifechada arredondada    | o |
| [u] | Vogal posterior fechada arredondada        | u |

### Consoantes
|              | Bilabial | Bilabial  | Alveolar | Alveolar | Palatal | Palatal  | Velar   | Velar    | Uvular  | Uvular   | Glotal  |       |
|              | simples  | implosiva | simples  | ejectiva | simples | ejectiva | simples | ejectiva | simples | ejectiva | simples |       |
| ------------ | -------- | --------- | -------- | -------- | ------- | -------- | ------- | -------- | ------- | -------- | ------- | ----- |
| Nasais       | m [m]    | m [m]     | n [n]    | n [n]    |         |          | nh [ŋ]  | nh [ŋ]   |         |          |         |       |
| Oclusivas    | p [p]    | b' [ɓ]    | t [t]    | t' [t']  |         |          | k [k]   | k' [k']  | q [q]   | q' [q']  | ' [ʔ]   |       |
| Africadas    |          |           | tz [ʦ]   | tz' [ʦ’] | ch [ʧ]  | ch' [ʧ’] |         |          |         |          |         |       |
| Fricativas   |          |           | s [s]    | s [s]    | x [ʃ]   | x [ʃ]    |         |          | j [χ]   | j [χ]    | h [h]   | h [h] |
| Rótica       |          |           | r [r]    | r [r]    |         |          |         |          |         |          |         |       |
| Aproximantes |          |           | l [l]    | l [l]    | y [j]   | y [j]    | w [w]   | w [w]    |         |          |         |       |

## Sintaxe e morfologia
O quiché usa a ordem do tipo SVO, ao contrário da maioria das línguas maias, que utilizam os verbos no início. A variação da ordem das palavras não é incomum, e alguns falantes modernos usam mesmo a ordem VSO.

## Morfologia
Como ocorre em outras línguas maias, o K'iche' usa dois grupos de marcadores de concordância, os quais são conhecidos pelo maianistas como marcadores  grupo A e grupo B, os quais podem se apresentar em substantivos ou verbos. Os do grupo “A” são usados em substantivos  para marcar posse e em verbos para concordância com sujeito transitivo (caso ergativo). Os do grupo “B” marcam os verbos para concordar com objeto de verbo transitivo ou sujeito de verbo intransitivo (caso absolutivo).
|                    | Antes de Consoante | Antes de Vogal |
| 1ª pessoa singular | nu- or in-         | w- or inw-     |
| 2ª pessoa singular | a-                 | aw-            |
| 3ª pessoa singular | u-                 | r-             |
| 1ª pessoa plural   | qa-                | q-             |
| 2ª pessoa plural   | i-                 | iw-            |
| 3ª pessoa plural   | ki-                | k-             |

| 1ª pessoa singular | in-                           |
| 2ª pessoa singular | at-                           |
| 3ª pessoa singular | Ø-                            |
| 1ª pessoa plural   | oj- (uj- em outras variações) |
| 2ª pessoa plural   | ix-                           |
| 3ª pessoa plural   | e- (eb'- em outras variações) |

### Substantivos
Os substantivos declinam para caso gramatical e sua função numa frase é indicada pela ordem das palavras e também pela marcação de concordância na raiza gramatical da qual o substantivo depende.
Apenas poucas palavras — a maioria referente a humanos — flexionam em número.  Nas palavras que variam por número, os sufixos de plural mais usados são  ab'  e ib' : e.g. ixoq "mulher", ixoq-ib'  "mulheres"; ak'al "criança", ak'al-ab'  "crianças."  
Uns poucos substantivos têm plurais irregulares: achi "homem", achi-jab'  "homens"; ala "menina", al-tomab'  "meninas."
Substantivos apresentam possessivos usando os grupos de marcadores “A” de concordância: nu-wuj "meu livro," a-wuj "teu livro," u-wuj "livro dele," etc.
Substantivos podem ser usados como predicados.  Nesses casos, eles concordam com os sujeitos usando marcadores “B” de concordância: in achi "Eu sou um homem" at achi "você é um homem," achi "ele é um homem," etc.

### Pronomes
A língua K'iche' distingue seis pronomes, classificados por pessoa e número. Nem gênero, nem caso gramatical, são marcados nos pronomes. Os pronome não são obrigatoriamente expressos, pois sujeito e objeto são sempre marcados por declinação dos verbos.
|                    | Ortografia | Em IPA   |
| 1ª pessoa singular | in         | /in/     |
| 2ª pessoa singular | at         | /at/     |
| 3ª pessoa singular | are'       | /aɾeʔ/   |
| 1ª pessoa plural   | uj         | /uχ/     |
| 2ª pessoa plural   | ix         | /iʃ/     |
| 3ª pessoa plural   | iyare'     | /ijaɾeʔ/ |

### Verbos
Os verbos Kiche apresentam uma complexa morfologia e podem agregar muitos prefixos e sufixos tanto para fins que servem para inflexão e também para derivação. 
A tabela a seguir mostra um quadro de inflexões de um verbo K'iche'.  A concordância segue o padrão ergativo/absolutivo. Os sujeitos de verbos transitivos usam marcadores do grupo “A”. Sujeitos de verbos intransitivos e objetos de verbos transitivos usam marcadores do tipo “B”. Modo e aspecto são também indicados são marcados, como, por exemplo, os movimentos: o prefixo ul- indica que algo se move na direção de quem fala e o prefixo e- (ur b'e- em algumas variantes) indicam movimento oposto..
| Aspecto/modo | Grupo B (absolutivo) | Movimento | Grupo A (ergativo) | Raiz | Sufixo de status |                            |
| k-           | at-                  |           |                    | b'in | -ik              | katb'inik "Você caminha"   |
| x-           | at-                  |           | inw-               | il   | -o               | xatinwilo "Eu vi você"     |
| ch-          | Ø-                   |           | a-                 | k'am | -a'              | chak'ama' "Carregue isso!" |
| k-           | Ø-                   | ul-       |                    | wa'  | -oq              | kulwa'oq "Ela vem e come." |

O último morfema de um verbo é o chamado "sufixo de status," é um  grupo de morfemas cuja forma é determinada por um complexo conjunto de regras. Os fatores mais relevantes são:.
- se o verbo é transitivo ou intransitivo
- se o modo do verbo é indicativo ou imperativo
- se o verbo contém marcador de movimento ou não
- se o verbo no seu final vai para uma frase com intonação ou não

#### Voz ou derivação
Os exemplos a seguir apresentam verbos de raiz simples. As raízes dos verbos podem, porém, ser bem complexos, podendo envolver sufixos de voz gramatical.
- Causativa: -isa (-kam- "morrer," -kam-isa- "matar (alguém)")
- Passiva: -x (-kuna- "curar (alguém)," -kuna-x- "ser curada")
- Passiva Completiva : -taj (-kuna- "curar (alguém)," -kuna-taj- "estar totalmente curado, recuperado")
- Antipassiva: -n, -on ou -un (-mes- "varrer (algo) limpar," -mes-on- "varrer para cima")

Ou por sufixos derivacionais, muitos dos quais formam raízes verbais para diversos pontos da fala. Por exemplo, os sufixos versivos -ir ou -ar transforma adjetivos em verbos: utz "bom," -utz-ir- "melhorar"; nim "grande," -nim-ar- "crescerg."  Sufixos podem se apresentar múltiplo dentro de uma mesma raiz: -nim-ar- "crescer," -nim-ar-isa- "aumentar (algo)," -nim-ar-isa-x- "ser crescido."

## Sintaxe
Como ocorre com todas línguas maias, o K'iche' tem um padrão ergativo de concordância verbal e segue geralmente a ordem de palavras VOS (verbo-objeto-sujeito). Os falantes mais jovens da língua usam, porém, outras sequências de palavras ( SOV, SVO,  VSO) Os mais puristas da língua preferem que as frases sejam iniciadas pelo verbo, embora a influência do espanhol, uma língua SOV com sujeito geralmente no início.

## Amostra de Texto
Popol  Wuh

Are utzijoxik wa’e k’a katz’ininoq, k’a kachamamoq, katz’inonik, k’a kasilanik, k’a kalolinik, katolona puch upa kaj

Português

Isso é um relato de como tudo estava suspenso, tudo calmo, em silêncio, nada se movia, tudo quieto, vazia estava a extensão do céu.